# جزیره رامبوتیو

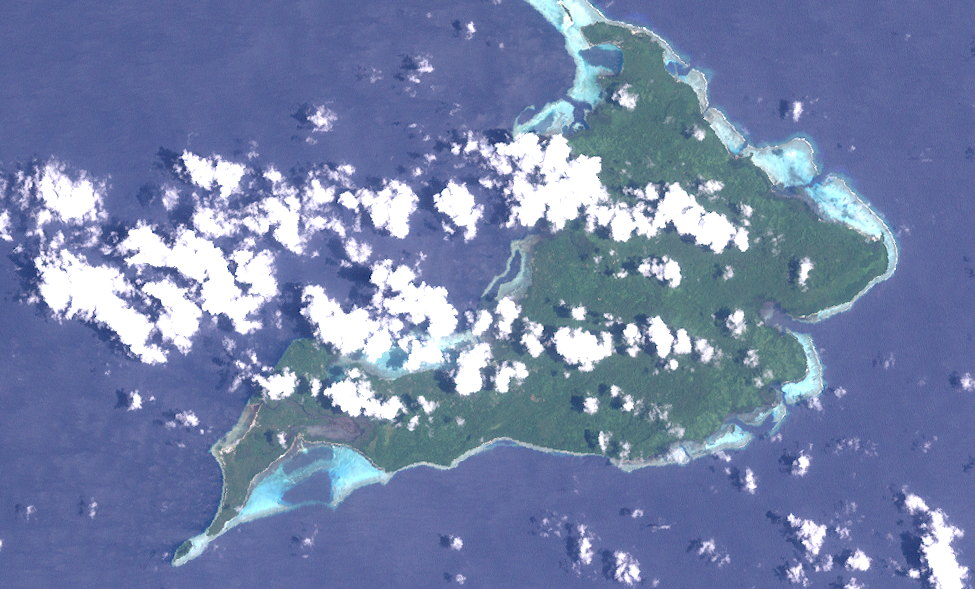
تصویر ماهواره‌ای جزیره رامبوتیو

جزیره رامبوتیو یا (جزیره رامبوتسو) یک جزیره از جزایر آدمیرالتی است که خود بخشی از مجمع‌الجزایر بیسمارک است. این جزیره در موقعیت جغرافیایی ۲°۱۷′ جنوبی ۱۴۷°۴۹′ شرقی / ۲٫۲۸۳°جنوبی ۱۴۷٫۸۱۷°شرقی واقع شده‌است.
به لحاظ سیاسی این جزیره جزئی از استان مأنوس واقع در کشور پاپوآ گینه نو است. تعداد دقیق جمعیت جزیره رامبوتیو، که تماماً در ساحل غربی این جزیره متمرکز شده‌است نامعلوم است ولی تخمین زده می‌شود که درمجموع بیش از ۵۰۰ نفر در این جزیره زندگی می‌کنند.